# أساطير الفرنجة

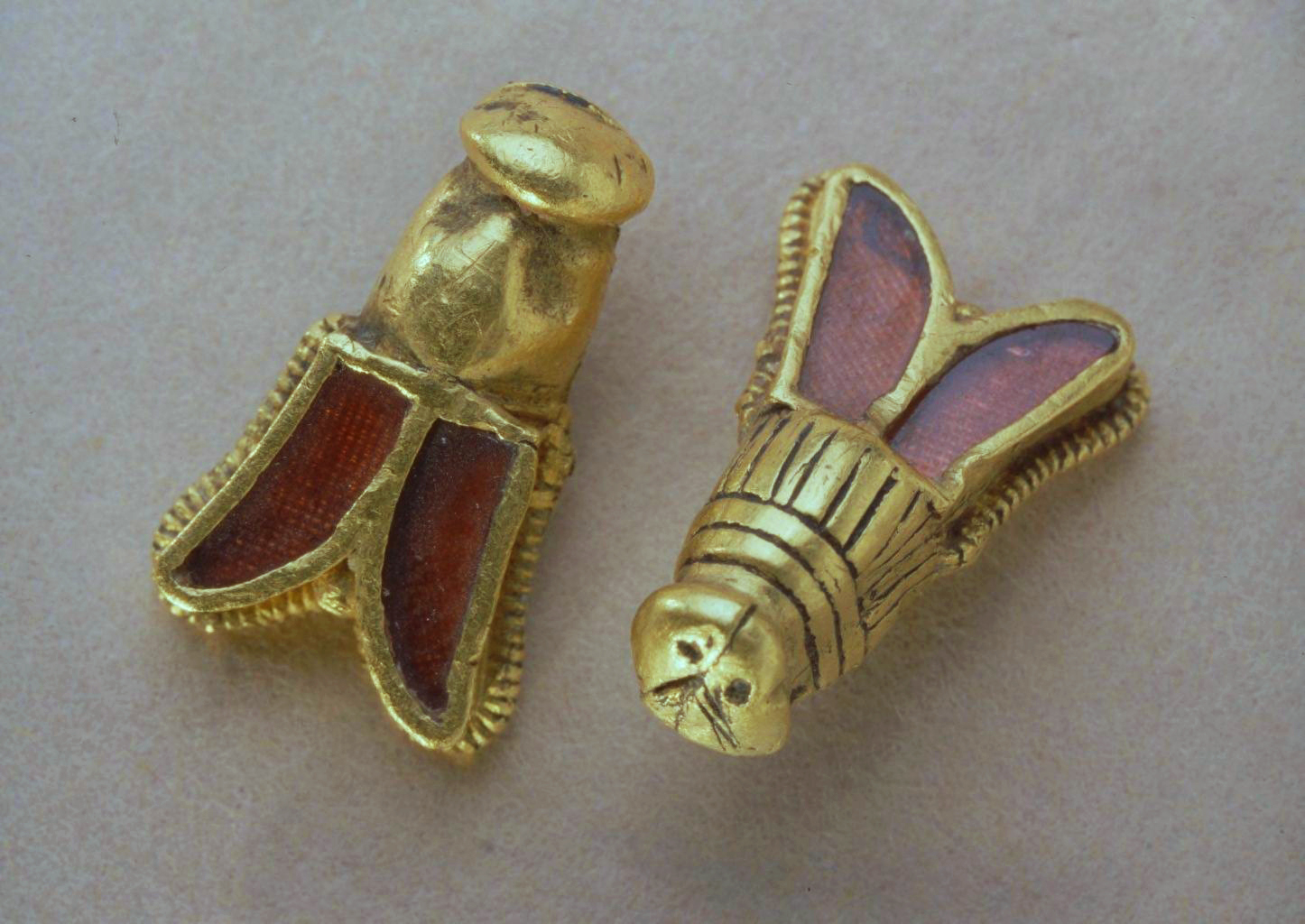

تتألّف الأساطير الفرنجية من أساطير اتحاد القبائل الجرمانيّة الفرنجيّة من جذورها الوثنية الجرمانية تعدديّة الآلهة حتى تشكل المكونات الإغريقية الرومانية في أوائل العصور الوسطى. ازدهرت الأساطير بين الفرنجيين حتى تحوّل الملك الميروفنجي كلوفيس الأول إلى المسيحية النيقيّة (في نحو عام 500) وإن كانت المسيحية وجدت بين الفرنجة قبل ذلك. بعد ذلك، أُزيحت الوثنيّة تدريجيا بعمليّة التمسيح، على أن وجود الوثنيين استمر في قلب أرض الفرنجة أرض تكساندريّة في أواخر القرن السابع.

## تقاليد ما قبل المسيحية
معظم المعتقدات الفرنجية الوثنية تشبه من وجوه معتقدات الشعوب الجرمانية الأخرى. فلمّا كان هذا هكذا، كان من الممكن إعادة تشكيل العناصر الأساسية للدين الفرنجي التقليدي.
دين مرحلة الهجرة الفرنجي يشبه في كثير من خصائصه التنويعات الأخرى للوثنية الجرمانية، من هذه الخصائص المشتركة: إقامة المذابح في وديان الغابات، أو على رؤوس التلال، أو قرب البحيرات والأنهار، وتقديس الغابة.ارتبطت الآلهة الجرمانية بالعموم بالمراكز الدينية المحلية، وارتبطت شخصياتهم المقدسة وقوّتهم بمناطق معيّنة لا يُعبَدون خارجها ولا يُخْشَون.عرفت الحضارات والقبائل الفرنجية آلهة أخرى مشتركة يخشون منها، وإن كانت أسماؤها وتنوّعاتها تختلف من قبيلة إلى أخرى. من هذه الفئة الأخيرة، الإله القدير على كل شيء ألفادر "All Father"، وكان يعتقد أنه يسكن في جنّة مقدّسة. كان الجرمانيون يجتمعون في المكان الذي يعتقدون أنه فيه، فيضحّون بحياة إنسانٍ قربانًا له.من تنويعات الاسم ألفادر "All Father" ووتان «وودن، أودن»، الذي كان يعتقد الفرنجيون أنه  «عظيم» الرحمات، وهو الذي سماه المؤرّخ الأول تاسيتس  «مرقوريوس»، وزوجته فريا، وكذلك دونار (وهو  «ثور») إله الرعد، وزيو (تير) الذي سمّاه تاسيتس  «مارس، وهي الكلمة التي تعني المريخ». يقول هربرت سكوتز أن معظم آلهتهم كانت  «دنيويّة»، مسيطرة أو مرتبطة بالأشياء الدنيوية، خلافا لإله المسيحية المتعالي المفارِق.أشار تاسيتس كذلك إلى إلهة اسمها نرثس عبدها الجرمانيون، ويعتقد بيري أن الفرنجيين اشتركوا في عقيدة عنها.كان عند الفرنجيين والمجموعات الجرمانية على طول البحر الشماليّ إخلاص خاص في عبادة  «ينغفي»، وهو  «فرير»، ولم تزل عبادته ملاحَظة في عهد كلوفيس.
خلافا لبقية القبائل الجرمانية، لم يدّع الميروفنجيون أنهم من سلالة وودان.
كانت تحاط قبور بعض الأغنياء بمدافن للأحصنة، كقبر تشيلدريك.

### رمزية المواشي
كانت الثيران التي تجرّ العربات تؤخَذ على نحو خاص، وقد أقر قانون ساليان أن سرقة أحد هذه الحيوانات تؤدي إلى عقوبة كبيرة.توقّع إدواردو فابرو أن الإلهة الجرمانية نرثس (التي تركب في عربة تقودها الأبقار) التي أشار إليه تاسيتس، هي أصل المفهوم الميروفنجي عن «ميروفك» الذي تسمّت باسمه سلالتهم الحاكمة. فقد لا تكون قيادة الملوك الميروفنجيين عبر البلد على عربة يجرّها ثور إلا تمثيلا تخيّليًّا لرحلة سلفهم الإلهيّ العظيمة.وجدت في قبر تشيلدريك الأول (توفي عام 481) رأسُ ثور ذهبيٌّ مصنوع صنعةً متقَنة. ربما مثّل هذا رمزا على شعيرة خصوبيّة قديمة جدا تقوم على عبادة البقر. وفي رأي فابرو أن البانتيون الفرنجي عبّر عن تنويعة من البنية الجرمانية التي كانت مخصوصة بآلهة الخصوبة.
مع ذلك، فإن التفسير الأقرب هو أن عربة الثور الميروفنجية ترجع إلى التقليد الروماني المتأخر للحكام الذين كانوا يقودونها عبر المدينة ليقيموا العدل برفقة «أنغاري» أو عربة ثور للبريد الإمبراطوري.أما رأس الثور في قبر تشيلدريك فلم يكن غالبا ذا قيمة، بل جيءَ به من مكان آخر، وهو ينتمي إلى الاستعمال الفني الواسع للثيران في أوروبا قبل التاريخية.

## أسطورة التأسيس
يمكن مقارنة الأساطير الفرنجية الباقية في المصادر الأولية بأساطير أينياس ورومولوس الرومانية، على أن الأساطير الفرنجية فيها طابع جرماني خاص. ككثير من القبائل الجرمانيّة، روى الفرنجيون قصة أسطورية تشرح ارتباطهم بالشعوب القديمة. أما الفرنجيون فينتسبون إلى شعوب سيكامبري والطرواديين. في عمل مجهول كُتِب عام 727، واسمه «ليبر هيستوريا فرانكورم»، كُتِب أنه بعد سقوط طروادة، قاد القائدان بريام وأنتينور 12 ألف طرواديًّا إلى نهر تانياس (دون)، واستقروا قرب بحر آزوف في بانونيا، وأسسوا ثَمّ مدينة سُمِّيت «سيكامبريا». بعد جيلين فقط (بريام وابنه ماركومر) من سقوط طروادة (الذي حدده باحثون معاصرون في أواخر العصر البرونزي) وصلوا في أواخر القرن الرابع قبل الميلاد إلى نهر الراين. يمكن أن تُقرأ رواية أقدم لهذه القصة في حقبة فريدغر. في رواية فريدغر كام كلك قديم اسمه فرانسيو هو الذي أعطى الفرنجة اسمهم، كما أعطى رومولوس اسمه لروما.
تواجه هذه القصص مصاعب ظاهرة إذا أُخذت على نحو الحقيقة التاريخية. فقد أعطانا المؤرخون -ومنهم شهود عيان كقيصر- تحديدا لمكان سيكامبري قرب دلتا الراين، وأكّد علماء الآثار الاستيطان المستمر للشعوب في هذه المنطقة. بل إن الأسطورة هذه لا يرويها لنا السيكامبريون أنفسهم، إنما يرويها الفرنجيون المتأخرون (في عهد كارولينغيان أو بعده)، وتحوي فوق ذلك معلومات جغرافية خاطئة. لهذه الأسباب، ولأن سيكامبريا معروف أنها كانت جرمانية، يعتقد الباحثون المعاصرون أن هذه الأسطورة لم تكن مشهورة، ولم تحدث قطّ في التاريخ: فعلى سبيل المثال، يقول جون مايكل والاس هادريل أن «هذه القصة ليس لها أي معنى تاريخي». يقول إيان وود أن «ليست هذه الحكايات إلا خرافات (ليس لها أساس تاريخي)»، وأنها «بلا معنى»، و«لا سبب في الحقيقة يدفعنا إلى تصديق أن الفرنجيين قد هاجروا أي هجرة بعيدة المدى».
في أيام الرومان والميروفنجيين كان من المعتاد أن تُقام المدائح. هذه القصائد العلنية كانت تُقام من أجل الإمتاع أو الإرجاف، ولتسلية الحضور وإسعاد الحكّام. لعبت المدائح دورا مهما في النقلة الثقافية. كان من الأدوات التي يستعملها المُدّاح خلط التاريخ، أي استخدام أسماء قديمة لأشياء معاصرة. كان الرومان يُسَمَّون عادةً «الطرواديين»، والفرنجيون الساليان يُسَمَّون «السيكامبريين». من الأمثلة الملاحَظة مثال مرتبط بالمؤرخ الذي عاش في القرن السادس «غريغوري الرحال»، إذ قال أن القائد الفرنجي الميروفنجي كلوفيس الأول، بمناسبة تعميده ليصبح كاثوليكيا، كان يشير إليه ريميغيوس بـ«السيكامبري»، وريميغيوس هو رئيس الأساقفة في ريمز.في اللحظة المحورية من تعميد كلوفيس، قال ريميغيوس، «اخفض رأسك أيّها السيكامبري. مجِّد ما أحرقت. أحرق ما مَجَّدت.» ويبدو أن الربط بين السيكامبريين والفرنجة الساليانيين الذين كانوا شعب كلوفيس كان على هذه النحو. ويمكن إيجاد أمثلة أخرى عن تسمية الساليانيين بالسيكامبريين في «بانغيريسي لاتيني»، و«حياة الملك سيغيسمند»، و«حياة الملك داغوبرت»، وفي مصادر أخرى.

## المُلك المقدَّس
كان دين كلوفيس قبل اعتناق الكاثوليكية مما تنازع فيه الباحثون، ولعلّه كان محتارا بين الآريوسيّة والكاثوليكية فترةً ما.
كان الحكام الوثنيون يحافظون على مناصبهم بالكاريزما أو ما يسمى «هيل»، وكانت شرعيتهم و«حقهم في الحكم» مبنيّين على سلالتهم الإلهية المفترَضة وعلى نجاحاتهم المالية والعسكرية أيضا.كان مفهوم الكاريزما محلّ خلاف.
يحدّثنا فريدغر بقصة ملك فرنجي اسمه كلوديو، بينما كان هذا الملك يستحم حماما صيفيا مع زوجته إذ هاجمها شيء كوحش البحر، وصفه فريدغر أنه «وحش نبتون الذي يبدو مثل كويناتور». بسبب هذا الهجوم لم يعرف إن كان ميروفك، المؤسس الأسطوري للسلالة الميروفنجية، مقتنعا بكلوديو أو بوحش البحر.
في القرون المتأخرة، ازدهرت أساطير المُلك المقدَّس في أساطير تشارلمين (768–814) وهو ملك مسيحيّ عيّنته السماء. كان تشارملين شخصية مركزية في الأساطير الفرنجية في الملاحم المسمّاة «قضيّى فرنسا». كانت ملاحم «دائرة تشارملين»، لا سيّما الملحمة الأولى المعروفة بـ«أغاني الملك»، تعتبر الملك بطلًا للمسيحيّة. ثم خرجت من «قضية فرنسا» قصص أسطورية وشخصيات تكيّفت في أوروبا، منها الفارسان لانسيوت وغاوين.